# Selezione maschile di cricket dell'Africa Occidentale
La Selezione di cricket dell'Africa Occidentale è stata una squadra multinazionale di cricket, attualmente non più esistente, che ha operato tra gli anni '70 e gli anni 2000 in rappresentanza di un gruppo di paesi dell'Africa Occidentale.

## Storia
La squadra è stata fondata nel 1976 ed era composta da giocatori provenienti da Nigeria, Gambia, Ghana e Sierra Leone. La squadra non è mai riuscita a partecipare alla Coppa del Mondo di cricket ma prese parte a tre edizioni dell'ICC Trophy (senza mai superare il primo turno). Nel 2003 la squadra è stata ufficialmente dichiarata disciolta poiché ogni paese membro ha allestito una propria squadra nazionale, tra le squadre originatesi da questa scissione l'unica che ha conseguito risultati degni di nota è stata la nazionale nigeriana, che ha ottenuto lo status di Associate member dell'International Cricket Council, gli altri sono Affiliate members

## Nazionali
- Nigeria (dal 1976 al 2003)
- Ghana (dal 1976 al 2003)
- Zambia (dal 1976 al 2003)
- Gambia (dal 1976 al 2003)

## Performance

### Coppa del Mondo
- 1979: Non qualificata
- 1983: Non qualificata
- 1987: Non qualificata
- 1992: Non qualificata
- 1996: Non qualificata
- 1999: Non qualificata

### ICC Trophy
- 1979: Non partecipante
- 1982: Primo turno
- 1986: Non partecipante
- 1990: Non partecipante
- 1994: Primo turno (17ª)
- 1997: Primo turno (18ª)
- 2001: Ritirata